# Микроданни
Микроданните са HTML спецификация на Web Hypertext Application Technology Working Group (WHATWG) за вграждане на метаданни в съществуващо съдържание на уеб страници. Те са нов подход за добавяне на още повече семантична информация в HTML чрез атрибутивно базиран синтаксис. Микроданните изглеждат като опит да се вземат най-добрите решения и да се комбинират в нещо гъвкаво и лесно за използване.
Микроданните не са основна част от HTML5 и използването им не е задължително. Имат статут на работна версия от W3C и са заложени в WHATWG HTML5. Макар разработката им да се осъществява паралелно с много други нови технологии като част от цялото дефинирано HTML5 движение и се използват от Google, микроданните са все още нещо независимо.
Елементите на микроданните са създадени от двойки име/стойност, наричани свойства, и дефинирани чрез използването на специални атрибути на елементите.
Два от най-често срещаните са itemscope и itemprop.
- itemscope – работещ като контейнер за елемента, атрибутът itemscope няма нужда от стойност и всички стойности на елементите, които съдържа, се считат за част от него. Други елементи могат да бъдат разполагани вътре в него чрез използване на itemscope отново за дъщерен елемент, свързан с itemprop.
- itemprop – добавя свойство към елемент, може да бъде използван за всеки дъщерен елемент.

```
<div itemscope itemtype="http://schema.org/LocalBusiness">
      <h1><span itemprop="name">Компания ООД</span></h1>
      <span itemprop="description"> Дамска мода 2013, 2014, колекции дамски дрехи, обувки, аксесоари
        от български и чуждестранни производители и дизайнери</span>
      <div itemprop="address" itemscope itemtype="http://schema.org/PostalAddress">
        <span itemprop="streetAddress">34 Александровска</span>
        <span itemprop="postalCode">7000</span>,
        <span itemprop="addressLocality">Русе, България</span>
      </div>
      Phone: <span itemprop="telephone">082-943-321</span>
    </div>
```

```
<div itemscope itemtype="http://schema.org/Event">
      <a itemprop="url" href="opera-traviata.html">
      <span itemprop="name"> Опера „Травиата“ </span>
      </a>
      <meta itemprop="startDate" content="2013-09-21T20:00">        
      <div itemprop="location" itemscope itemtype="http://schema.org/Place">
        <a itemprop="url" href="big-hall.html">
       Голяма Камерна Зала Русе
        </a>
        <div itemprop="address" itemscope itemtype="http://schema.org/PostalAddress">
          <span itemprop="addressLocality">Русе</span>,
          </div>
      </div>
      <div itemprop="offers" itemscope itemtype="http://schema.org/AggregateOffer">
        Билети от: <span itemprop="lowPrice">BGN35</span>
       Остават: <span itemprop="offerCount">78</span> билета
      </div>
    </div>
```

Пълна информация за начина на използване на микроданните, може да се получи от Schema.org.
Специално се указва на търсачките и на други услуги за индексиране за какво се отнася съдържанието на страницата.
Google парсират микроданни, както и микроформати и RDF-и от 2009 г.
Увеличеният набор от контекстна информация, включена в търсенията, е резултат от това добавено значение, събрано от множество страници.
Другите търсачки също използват тази информация, а потенциалът за използването ѝ от социалните мрежи и други услуги, събиращи информация за събития, рецепти и др., е огромен.
Google използват термина богати снипети (rich snippets), за да покрият типа информация, която микроданните могат да предадат.
Google също така предоставят и инструмент за онлайн тестване, за проверка, че атрибутите и микроданните които са добавени, са форматирани по правилния начин и че информацията на страницата може да бъде прочетена.